# Ordinul „Meritul Agricol”

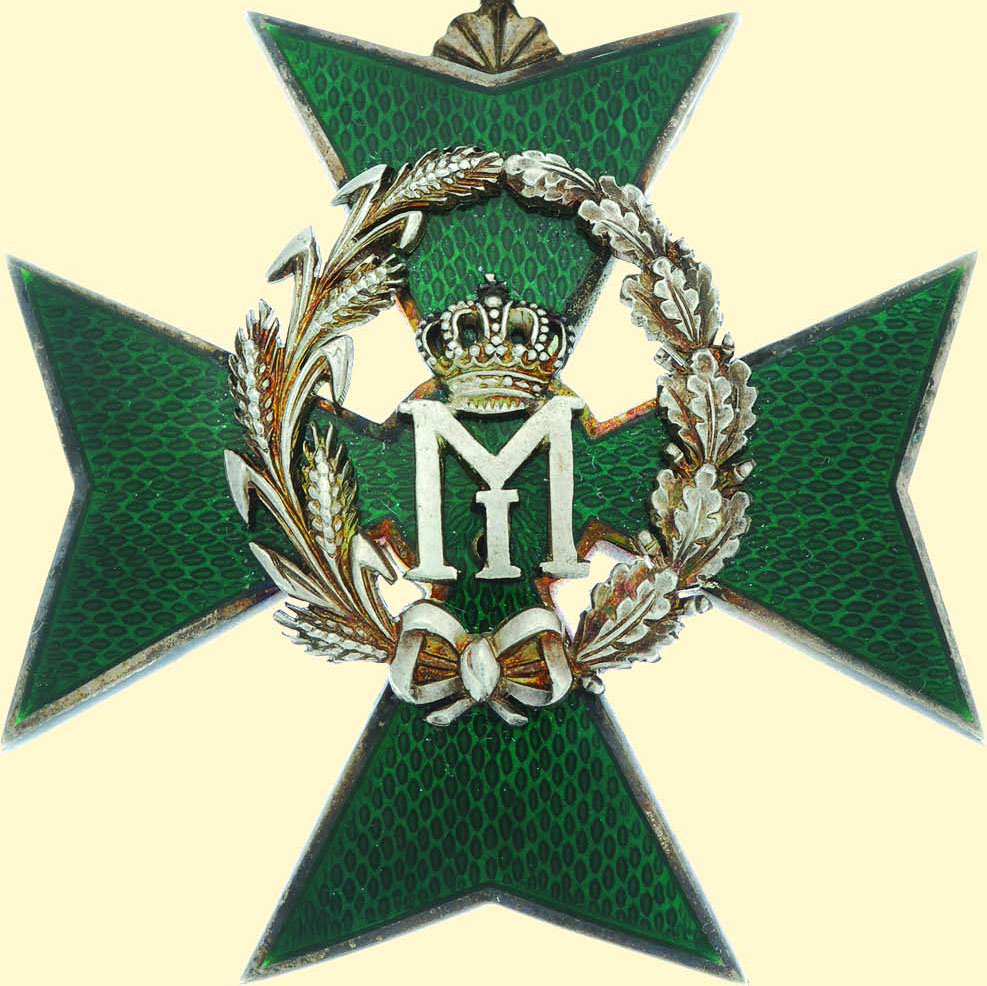
Ordinul „Meritul Agricol”. Versiunea din timpul celei de-a doua domnii a regelui Mihai I (1940–1947)

Ordinul „Meritul Agricol” este o decorație acordată de statul român pentru realizări deosebite în domeniul agricol. 
Ordinul a fost înființat sub domnia lui Carol al II-lea, prin Decretul Regal nr. 1538/1932. Simultan a fost instituită și Medalia „Ordinul Agricol”. 
Ordinul a fost reînființat în 1974 prin Decretul Consiliului de Stat al RSR nr. 6/1974.